# Philadelphus 'Dame Blanche'
Philadelphus 'Dame Blanche' — сорт рода Чубушник (лат. Philadélphus).
Используется, как декоративный, красиво-цветущий, листопадный кустарник.
'Dame Blanche' — один из группы гибридов созданных фирмой французского селекционера Виктора Лемуана.

## Характеристика сорта
Высота куста от 1 до 2 м. По другим данным куст широкий (ширина 1,5 м, высота — 1 м) с тёмно-зелёными мелкими листьями длиной 3,5—5,5 см
Растёт относительно медленно.
Цветки белые, до 4 см в диаметре, полумахровые, обладают сильным ароматом, собраны в кисть.
Зацветает на границе июня и июля.

## В культуре
Рекомендуется высаживать в местах освещённых солнцем или в полутени. В тени вытягиваются побеги и ухудшается цветение.
Почва: хорошо дренированная, умеренно влажная, плодородная.
Зоны морозостойкости (USDA-зоны): 6а. По другим данным: морозоустойчив в средней полосе России, выдерживает морозы до -25 °С.
Рекомендуемые подкормки: ежегодно одно ведро навозной жижи (1:10). На 3-й год после посадки вносят минеральные удобрения: 15 г мочевины, 30 г суперфосфата, 15 г сернокислого калия, которые разводят в 10 л воды и расходуют на 1 — 2 растения. После цветения на 1 м² дают 20 — 30 г суперфосфата и 15 г сульфата калия или 100 −150 г древесной золы.
Формирующая обрезка. Ранней весной наиболее сильные побеги подвергают слабой обрезке, а слабые побеги — сильной. Удаляют побеги старше 10 лет.
Омолаживающая обрезка. Ранней весной 3—4 побега укорачивают до 30—40 см. Все остальные срезают на уровне почвы. Срезы обрабатывают садовым варом. Приствольный круг мульчируют компостом. В течение вегетационного периода куст несколько раз подкармливают органическими удобрениями и регулярно поливают. Следующей весной почти все побеги удаляют, срезая на кольцо, оставляют на каждом пеньке лишь по 2—3 наиболее сильных из которых формируют основу нового куста.